# Mpapa (Momba)
Mpapa è una circoscrizione rurale (rural ward) della Tanzania situata nel distretto di Momba, regione di Mbeya. Conta una popolazione di 6 512 abitanti (censimento 2012).